# Троїцький народний дім
Тро́їцький наро́дний дім — пам'ятка архітектури та історії в Києві, Україна. Розташований на розі вулиць Великої Васильківської та Жилянської, сучасна адреса — вул. Велика Васильківська, 53 (спочатку будинок мав адресу вул. Велика Васильківська, 51).
Місцевість, де було споруджено будівлю народного дому, має неофіційну назву «Троїцька площа» (від однойменної церкви, що знаходилася поруч), звідси й його назва.
Побудований у 1901—1902 роках за проектом архітектора Геннадія Антоновського в стилі раціоналізму .
Народний дім Київського товариства грамотності працював до 1908 року, в 1907—1917 роках тут містився театр М. К. Садовського, а потім до 1922 року — ряд українських театральних колективів. У 1934 році будівлю передано колективу Київського театру музичної комедії (нині Київський національний академічний театр оперети). З Троїцьким народним домом пов'язана діяльність громадських культурно-просвітницьких організацій, редакцій періодичних видань, тут проходили політичні збори і мітинги, створені перші в Києві профспілки.

## Будівництво

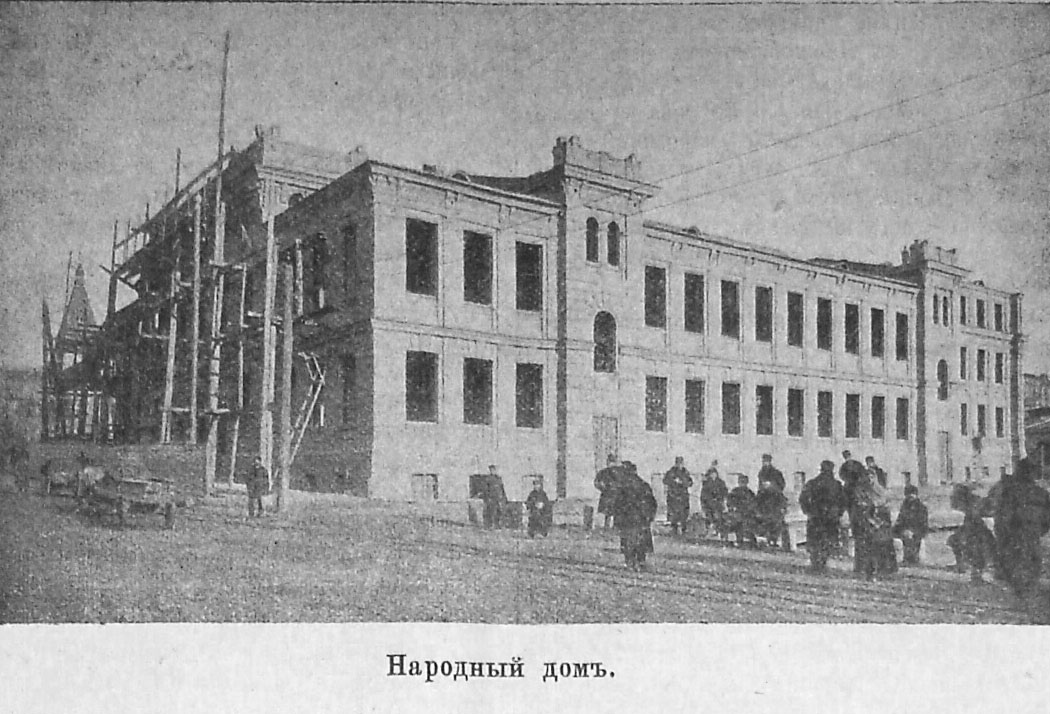
Будівництво Троїцького народного дому. Лютий 1902 року

У 1899 році Київське товариство грамотності звернулося до Міської думи з ініціативою про будівництво народного дому. Пропозицією зайнявся міський голова Степан Сольський, й до кінця року було видано постанову про безкоштовне надання ділянки поруч з Троїцькою церквою. Губернський архітектор Г. Антоновський погодився безкоштовно розробити проект, він відмовився також від винагороди за авторський нагляд. Для будівництва (не враховуючи коштів на оздоблення та придбання майна) необхідно було понад 100 тис. рублів. Значну частину цієї суми було отримано з благодійних внесків. Великі пожертви зробили Л. Бродський (12 тис. рублів) і Н. Терещенко (2569 рублів), також 10 тис. рублів було отримано від Київського губернського піклування про народну тверезість і 20 тис. рублів надало Міністерство фінансів. Власники деяких цегельних заводів віддали на будівництво більше 100 тис. штук цегли. Генерал-губернатор М. Драгомиров був обраний почесним опікуном будівництва, завдяки його підтримці вдалося отримати субсидію з бюджету. Гроші на оздоблення та обладнання отримали шляхом іпотеки на пільгових умовах.
Урочиста закладка будівлі відбулася 12 липня 1901 року. Підрядником виступила відома будівельна фірма Л. Гінзбурга, яка виконала роботи в кредит, частину робіт підрядник здійснив безкоштовно. Електроосвітлювальне обладнання встановлено Російським електричним товариством «Уніон». У 1902 році нагляд за будівництвом здійснював архітектор П. Голландський. Будівництво завершили до осені 1902 року, і 12 жовтня відбулося його урочисте відкриття і освячення народного дому.
У 1906 році будівлю перебудовували.

## Архітектура
Будівля головним (західним) фасадом виходить на червону лінію вул. Великої Васильківської. Вона двоповерхова, з підвалом, цегляна, тинькована й пофарбована. У плані прямокутна, витягнута вздовж осі захід — схід, центральний вхід — з головного фасаду. На поздовжньої осі будівлі послідовно розташовані фоє, вестибюль, глядацька зала і сценічна частина. До центрально розташованої зали для глядачів зі сходу прилягає сценічна коробка, а з трьох інших боків вона оточена приміщеннями фоє та кулуарів. Зала спочатку була розрахована на 1006 глядачів, після реконструкції — на 799. З південної та північної сторони від залу є дві сходові клітки. У залі є партер і два яруси балконів, які спираються на чавунні колони. Перекриття плоскі з бетонних балок, дах скісний, на кроквяних фермах.
Будівля в раціональних архітектурних формах, з максимальним використанням конструктивних і декоративних можливостей цегляного мурування. По всіх фасадах проходить горизонтальний гурт, що розділяє будівлю на два поверхи. Вікна великі, прямокутні, видовжених пропорцій, що зазвичай не властиво театральним будівлям. Над вікнами — клинчасті перемички з розвиненим замковим каменем. Простінки вузькі, оформлені пілястрами. Карниз, що завершує будівлю — простого рисунка, його профіль характерний для архітектури модерну. Стіни сходових кліток оформлені рустом, в них прорізані аркові вікна. По центру західного фасаду є аттиковий напівповерх, який за висотою відповідає залі для глядачів. На центральній частині головного фасаду над трьома вікнами другого поверху є фрагменти ліпного декору, а по краях центральної частини — овальні ніші з встановленими в них погруддями Т. Шевченка та М. Гоголя. Ліпнина є також в глядацькій залі — прикрашає стелю, портал сцени і огородження балконів.

## Культурно-історичне значення

### Просвітницькі, громадські і політичні організації
До 1908 року в народному домі діяло Київське товариство грамотності. Товариство засноване в 1882 році, метою його було поширення грамотності і «релігійно-морального просвітництва в народі», працювало на території Південно-Західного краю. В період роботи Троїцького народного дому головою товариства був педагог, вчений і громадсько-політичний діяч В. Науменко (з 1897 року), товариші — історик І. Лучицький і публіцист Л. Лічков. Завідувач народного дому — А. В'язлов, його заступник — Д. Дорошенко. У народному домі була безкоштовна бібліотека-читальня (завідувач Є. Кивлицький), тут працювали просвітницькі заклади — різні курси, зокрема, для вчителів, проходили громадські заходи — лекції, народні читання, концерти. Пересувним музеєм підручників завідував М. Біляшівський. У 1908 році в музеї налічувалося 1560 найменувань і 10 506 примірників навчальних видань, які давалися в тимчасове користування приватним і полковим школам, міським та комерційним училищам, притулкам. У роки революції 1905—1907 років приміщення народного будинку використовувалися соціал-демократами для ведення революційної пропаганди. У жовтні 1905 року тут були організовані перші в Києві профспілки робітників, в 1906 під виглядом культурно-просвітницької комісії працювало Центральне профспілкове бюро. У 1907 році народний дім піддався жандармському огляду, під час якого на центральному книжковому складі виявлено 764 примірника заборонених політичних видань — роботи В. Леніна, Г. Плеханова, твори О. Герцена, Максима Горького та інші. У тому ж році 31 жовтня (13 листопада) Товариство грамотності було закрито, його власність і сам народний дім передали в муніципальну власність і у відання спеціальної комісії Київської міської управи. Музей підручників у 1914 році передано Київському навчальному округу.
Приміщення народного дому здавались в оренду громадським організаціям, політичним партіям, редакціям періодичних видань. У 1902—1907 роках тут працювала редакція українознавчого часопису «Кіевская старина» (в 1907 його наступник — літературно-публіцистичний журнал «Україна»). До складу редколегії, яка засідала на другому поверсі, входили Д. Дорошенко, Е. Кивлицький, О. Левицький, С. Петлюра, Є. Трегубов, Я. Шульгин.
У 1907—1908 роках в будівлі працює відділення редакції газети «Рада», яка видавалася Є. Чикаленком. Головне приміщення редакції містилося на вулиці Ярославів Вал, 6.
У 1907—1910 роках приміщення на другому поверсі займало правління Київського товариства «Просвіта» (див. також Всеукраїнське товариство «Просвіта» імені Тараса Шевченка). Товариство було створене в 1906 році з метою поширення наукових знань та виховання національної самосвідомості населення. Головами товариства в ті роки були Б. Грінченко (1906—1909) і С. Тимошенко (1909—1910), секретарями — Д. Дорошенко (1907—1909) й Л. Василевська (Дніпрова Чайка) (1909—1910). Діяльність товариства поширювалася переважно на Київ і його околиці, оскільки створювати філії цій організації заборонили. У 1909 році київська «Просвіта» налічувала понад 620 членів. У березні 1909 року товариство організувало в народному будинку лекції з історії України, які прочитали українською мовою В. О'Коннор-Вілінська і Л. Старицька-Черняхівська.
У 1913 році в Києві відбулася Перша Всеросійська спортивна олімпіада. Олімпійський комітет розмістився в Троїцькому народному домі, його головою був лікар О. Анохін, заступниками — лікар і спортивний діяч Є. Гарнич-Гарницький і полковник І. Харжевський. У розпорядженні комітету було 10 000 рублів, прохання виділити ще 5000 було відхилене урядом, від царя і членів імператорської сім'ї було надано тільки декілька призів. Тому комітет був змушений організувати збір додаткових коштів. Перша російська олімпіада організовувалася з метою підготовки участі Росії в Берлінській олімпіаді 1916 року. У ній брали участь більше 500 спортсменів з 9 міст, було встановлено 9 всеросійських рекордів. Проведення олімпіади стало важливим етапом у історії спорту в Росії, для Києва вона стала значним стимулом до зростання спортивних організацій.
У 1917—1918 роках в Троїцькому народному домі працювала громадська організація «Український військовий клуб імені гетьмана Павла Полуботка». Тут 16 березня 1917 року відбулися установчі збори Українського військового організаційного комітету під головуванням полковника М. Глинського. На зборах створено клуб ім. Полуботка і затверджено його статут, розроблений М. Міхновським. Вісімнадцятого березня відбулися загальні збори членів клубу, на яких визначили головну мету — створення національної армії.

### Театри

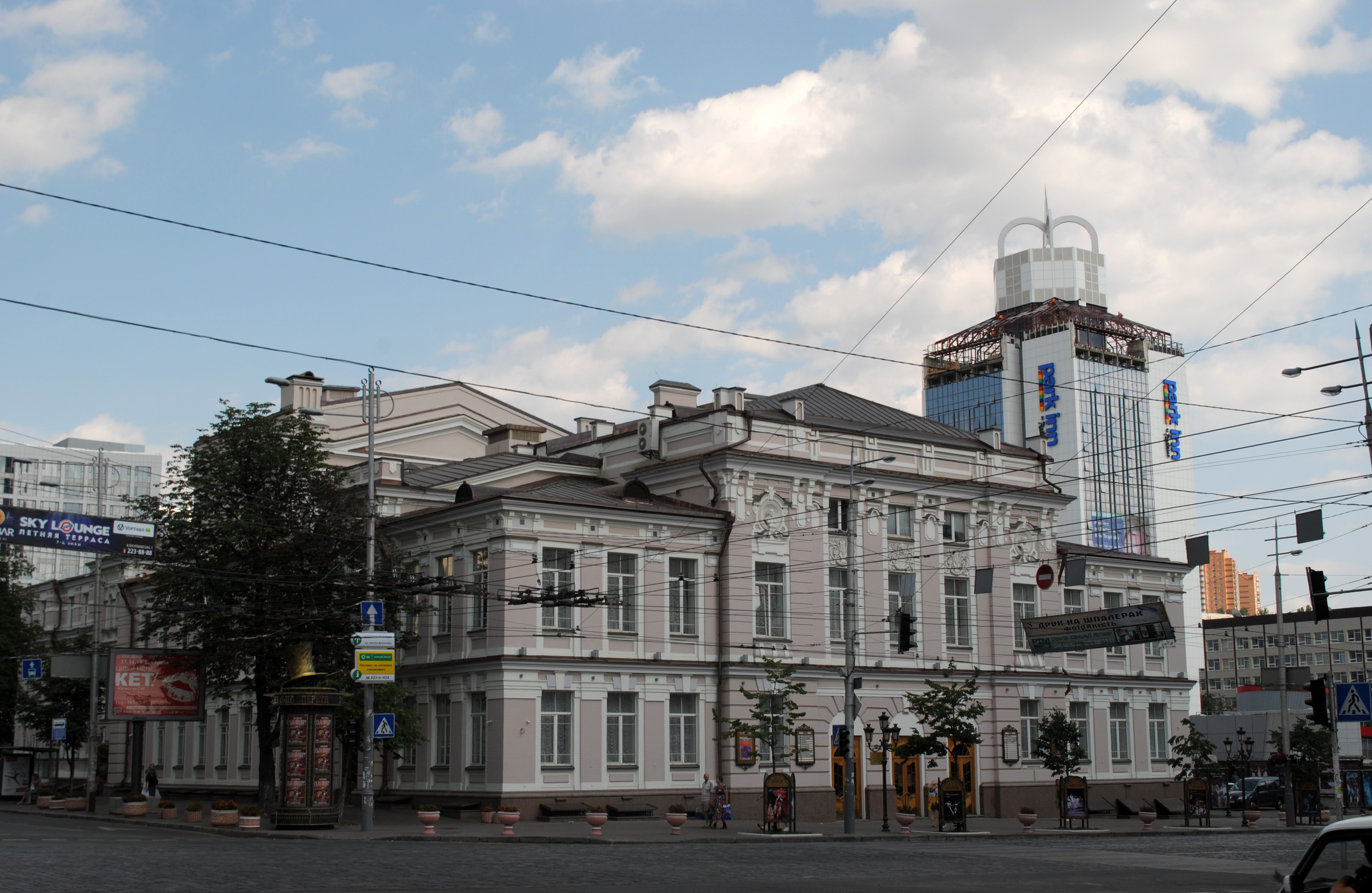
Київський театр оперети

Відразу після будівництва глядацька зала та допоміжні приміщення почали здаватися в оренду театральним колективам. На термін з 1 вересня 1902 до 16 жовтня 1905 року був укладений договір з українським антрепренером М. Бородаєм, який утримував оперну трупу, і з дворянами І. Горновським і В. Римським-Корсаковим. Опера Бородая продовжувала виступати в народному домі і після закінчення контракту, до 1907 року, але її виступи не мали значного успіху. Наступний орендний договір був укладений на термін 16 жовтня 1905 — 1 липня 1910 року з І. Дуван-Торцовим, але навесні 1907 року права на оренду цей антрепренер передав М. Садовському.
Театр Садовського працював у народному домі до 7 травня 1917 року. М. Садовський був його головним режисером, сам проживав у цьому будинку. У театр запрошувалися для разових виступів відомі оперні співаки, тут під час навчання співав у хорі І. Козловський, тут же він дебютував як оперний співак у 1918 році, виконавши партію Андрія в опері С. Гулака-Артемовського «Запорожець за Дунаєм». З театром співпрацювали композитори М. Лисенко та К. Стеценко, кілька опер Лисенка вперше були поставлені на цій сцені. З 1916 року в театрі Садовського працювала трупа Леся Курбаса, а 16 травня того ж року виник театральний гурток, на основі якого через рік був створений «Молодий театр».
Навесні 1917 року в приміщеннях театру Садовського проходили збори театральних діячів, на яких було організовано Українське театральне товариство, скликана Всеукраїнська театральна нарада, засновано тижневик «Театральні вісті» (перший номер вийшов 1 квітня). 24 квітня засновано комітет Українського національного театру, робота якого безпосередньо опікувалася владою УНР. В результаті була створена трупа, яка орендувала Троїцький народний дім і у вересні 1917 року відкрила в ньому «Український національний театр» (відомий також як «Національний зразковий театр»). У 1918 році при Українській Державі відбулася реорганізація театральних структур, замість комітету Українського національного театру діяла Театральна рада, театр в народному будинку 14 серпня перетворений на «Державний народний театр». У 1919 році, під час Директорії УНР, театр перейменовано в «Український народний театр», а потім у «Народний театр». До 15 вересня 1922 року театром керував П. Саксаганський, а потім знову відбулася реорганізація і створено Державний драматичний народний театр Губполітпросвіти, з 12 січня 1923 року — Театр ім. М. Заньковецької. Але вже в лютому того ж року колектив змушений був виїхати з Києва, нині (з 1944 року) працює у Львові.
У 1919 році з 27 травня до 17 серпня в народному домі виступав Перший театр УРР ім. Т. Г. Шевченка (нині Дніпропетровський драматичний театр імені Т. Шевченка).
У 1934 році, після 12-річної заборони з боку радянської влади на виступи театрів оперети, в Троїцькому народному домі відкрився Державний театр музичної комедії УРСР. У 1966 році він отримав назву Київського державного театру оперети, в 2004 році йому присвоєно статус академічного, в 2010 — національного. За 70 сезонів Київський театр оперети здійснив більше 200 постановок.

## Меморіальні дошки
- Пам'яті зборів і мітингів демократичних організацій Києва 1905 року. Мармурова дошка встановлена у 1947 році, в 1979 замінена на гранітну.
- Пам'яті створення в 1905 році перших профспілок робітників Києва. Мармурова дошка встановлена у 1925 році, скульптор Б. М. Кратко (втрачена на при реконструкції на початку 2010-х років).
- М. К. Садовському. Гранітна дошка з бронзовим барельєфним портретом встановлена у 1957 році, скульптор Е. М. Фрідман, архітектор Д. Є. Демидович.
- О. П. Рябову. Встановлена в 2007 році.